# Sabit Lulo
Sabit Lulo (ur. 1883 w Gjirokastrze, zm. ?) – kajmakam, następnie albański polityk i urzędnik.

## Życiorys
Urodził się w 1883 roku w Gjirokastrze jako syn kadiego. Od 1909 roku do czerwca 1913 był kajmakamem w Tepelenie, Çermiku i Rize. Zaprzestał działalności państwowej na rzecz Imperium Osmańskiego, by prowadzić działalność polityczną w Albanii.
W 1928 roku pracował w Gjirokastrze jako urzędnik.